# Orve
Orve ist eine französische Gemeinde mit 58 Einwohnern (Stand: 1. Januar 2022) im Département Doubs in der Region Bourgogne-Franche-Comté.

## Geographie
Orve liegt auf 465 m, vier Kilometer nordwestlich von Sancey-le-Grand und etwa 27 Kilometer südwestlich der Stadt Montbéliard (Luftlinie). Das Dorf erstreckt sich im Jura, in einer breiten Mulde südlich der Lomontkette.
Die Fläche des 5,51 km² großen Gemeindegebiets umfasst einen Abschnitt des französischen Juras. Der zentrale Teil des Gebietes wird von der Mulde von Chazot eingenommen, die durchschnittlich auf 460 m liegt und eine Breite von einem Kilometer sowie eine Länge von ungefähr 2 km aufweist. Sie ist überwiegend von Acker- und Wiesland bestanden. Die Senke ist Teil eines Trockentals, das topographisch zum Einzugsgebiet des Cusancin gehört. Es gibt jedoch keine oberirdischen Fließgewässer, weil das Niederschlagswasser im verkarsteten Untergrund versickert. Die östliche Grenze wird von einem Höhenrücken markiert, der Orve vom Becken von Sancey trennt. Mit 671 m wird hier im Bois de Fayts die höchste Erhebung von Orve erreicht. Nach Norden erstreckt sich das Gemeindeareal bis an den Fuß der Lomontkette im Bereich des Passübergangs Col de Ferrière.
Zu Orve gehört der Weiler La Vie-Paule (461 m) an der Straßenkreuzung am westlichen Ortsrand. Nachbargemeinden von Orve sind:
- Anteuil im Norden,
- Vellerot-lès-Belvoir und Rahon im Osten,
- Sancey mit Sancey-le-Long und Sancey-le-Grand im Süden,
- Chazot im Westen.

## Geschichte
Im Mittelalter gehörte Orve zur Herrschaft Belvoir. Zusammen mit der Franche-Comté gelangte das Dorf mit dem Frieden von Nimwegen 1678 an Frankreich.

## Bevölkerung
| Jahr                       | 1962 | 1968 | 1975 | 1982 | 1990 | 1999 | 2016 |
| Einwohner                  | 90   | 69   | 76   | 69   | 62   | 54   | 64   |
| Quellen: Cassini und INSEE |      |      |      |      |      |      |      |

Mit 58 Einwohnern (Stand 1. Januar 2022) gehört Orve zu den kleinsten Gemeinden des Départements Doubs. Nachdem die Einwohnerzahl in der ersten Hälfte des 20. Jahrhunderts markant abgenommen hatte (1881 wurden noch 193 Personen gezählt), wurden seit Beginn der 1970er Jahre nur noch relativ geringe Schwankungen verzeichnet.

## Wirtschaft und Infrastruktur
Orve war bis weit ins 20. Jahrhundert hinein ein vorwiegend durch die Landwirtschaft (Ackerbau, Obstbau und Viehzucht) und Forstwirtschaft geprägtes Dorf. Außerhalb des primären Sektors gibt es nur wenige Arbeitsplätze im Dorf. Einige Erwerbstätige sind auch Wegpendler, die in den umliegenden größeren Ortschaften ihrer Arbeit nachgehen.
Die Ortschaft liegt abseits der größeren Durchgangsstraßen an einer Departementsstraße, die von L’Isle-sur-le-Doubs nach Vellevans führt.